# Rissoina stricta
Rissoina stricta är en snäckart som beskrevs av Menke 1850. Rissoina stricta ingår i släktet Rissoina och familjen Rissoidae. Inga underarter finns listade i Catalogue of Life.